# Rivea laotica
Rivea laotica är en vindeväxtart som beskrevs av V. Ooststr. Rivea laotica ingår i släktet Rivea och familjen vindeväxter. Inga underarter finns listade i Catalogue of Life.